# Паулус Хохгатерер
Паулус Хохгатерер (на немски: Paulus Hochgatterer) е австрийски писател и психиатър, автор на романи, разкази и есета.

## Биография
Израства в Амщетен и Блинденмаркт. През 1979 г. полага зрелостен изпит, после следва медицина и психология във Виенския университет. През 1985 г. се дипломира като доктор по медицина.
Като специалист по психиатрия и неврология на детската и юношеската възраст през 1992 г. получава място като главен лекар в „Неврологичната болница Розенхюгел“ във Виена. По-късно ръководи „Института за възпитателна помощ“ във Виена-Флоридсдорф.
От 2007 г. оглавява като примариус „Клиничното отделение по детско-юношеска психиатрия и психотерапия“ при университетската клиника в Тулн на Дунав.
Хохгатерер е автор на прозаични творби, които се основават на професионалния му опит като психиатър и чиито протагонисти често са психически болни и аутсайдери.
Писателят живее със семейството си във Виена.

## Награди и отличия
- 1991: Max-von-der-Grün-Preis
- 1994: Otto-Stoessl-Preis
- 1995: Hans Weigel-Stipendium
- 1995: Harder Literaturpreis
- 1998: „Австрийска държавна награда за литература“
- 2000: „Австрийска награда за детско-юношеска книга“
- 2001: Elias-Canetti-Stipendium der Stadt Wien
- 2007: Deutscher Krimi Preis (2. Platz national) für Die Süße des Lebens
- 2007: Bester Krimi des Jahres 2006 (4. Platz) in der KrimiWelt-Bestenliste für Die Süße des Lebens
- 2009: Награда за литература на Европейския съюз
- 2010: „Награда Йохан Беер“ für Das Matratzenhaus
- 2010: „Австрийска награда за художествена литература“
- 2010: Preis der Stuttgarter Kriminächte